# Лез (Верхняя Гаронна)
Лез (фр. Lez, окс. Les) — коммуна во Франции, находится в регионе Юг — Пиренеи. Департамент — Верхняя Гаронна. Входит в состав кантона Сен-Беа. Округ коммуны — Сен-Годенс.
Код INSEE коммуны — 31298.

## География

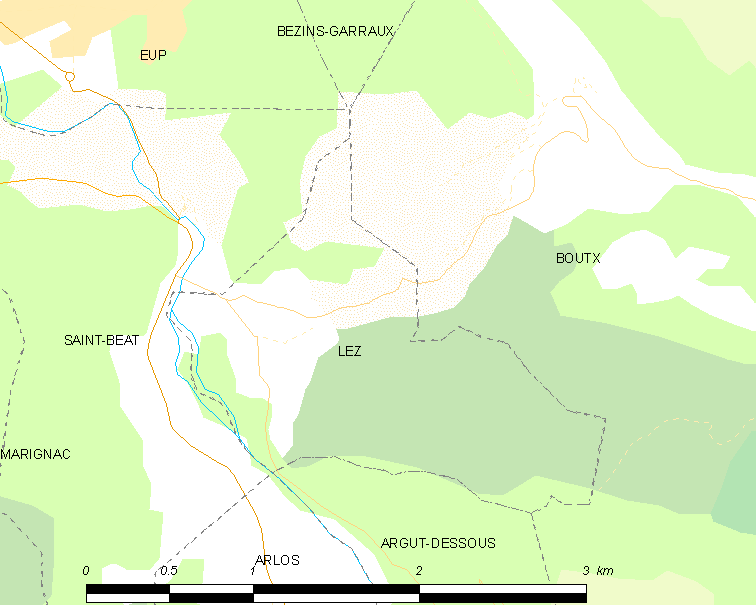
Карта коммуны

Коммуна расположена приблизительно в 680 км к югу от Парижа, в 100 км к юго-западу от Тулузы.
На западе коммуны протекает река Гаронна. Около половины территории коммуны занимают леса.

## Климат
Климат умеренно-океанический. Зима мягкая и снежная, весна характеризуется сильными дождями и грозами, лето сухое и жаркое, осень солнечная. Преобладают сильные юго-восточные и северо-западные ветры.

## Население
Население коммуны на 2010 год составляло 62 человека.
| 1962 | 1968 | 1975 | 1982 | 1990 | 1999 | 2010 |
| ---- | ---- | ---- | ---- | ---- | ---- | ---- |
| 135  | 154  | 110  | 75   | 72   | 67   | 62   |

## Экономика
В 2010 году среди 29 человек трудоспособного возраста (15—64 лет) 21 были экономически активными, 8 — неактивными (показатель активности — 72,4 %, в 1999 году было 52,6 %). Из 21 активных жителей работали 19 человек (11 мужчин и 8 женщин), безработных было 2 (2 мужчин и 0 женщин). Среди 8 неактивных 2 человека были учениками или студентами, 5 — пенсионерами, 1 был неактивным по другим причинам.

## Достопримечательности
- Церковь Успения Божьей Матери
- Сигнальная башня
- Мраморный карьер Сен-Беа[фр.]

## Фотогалерея

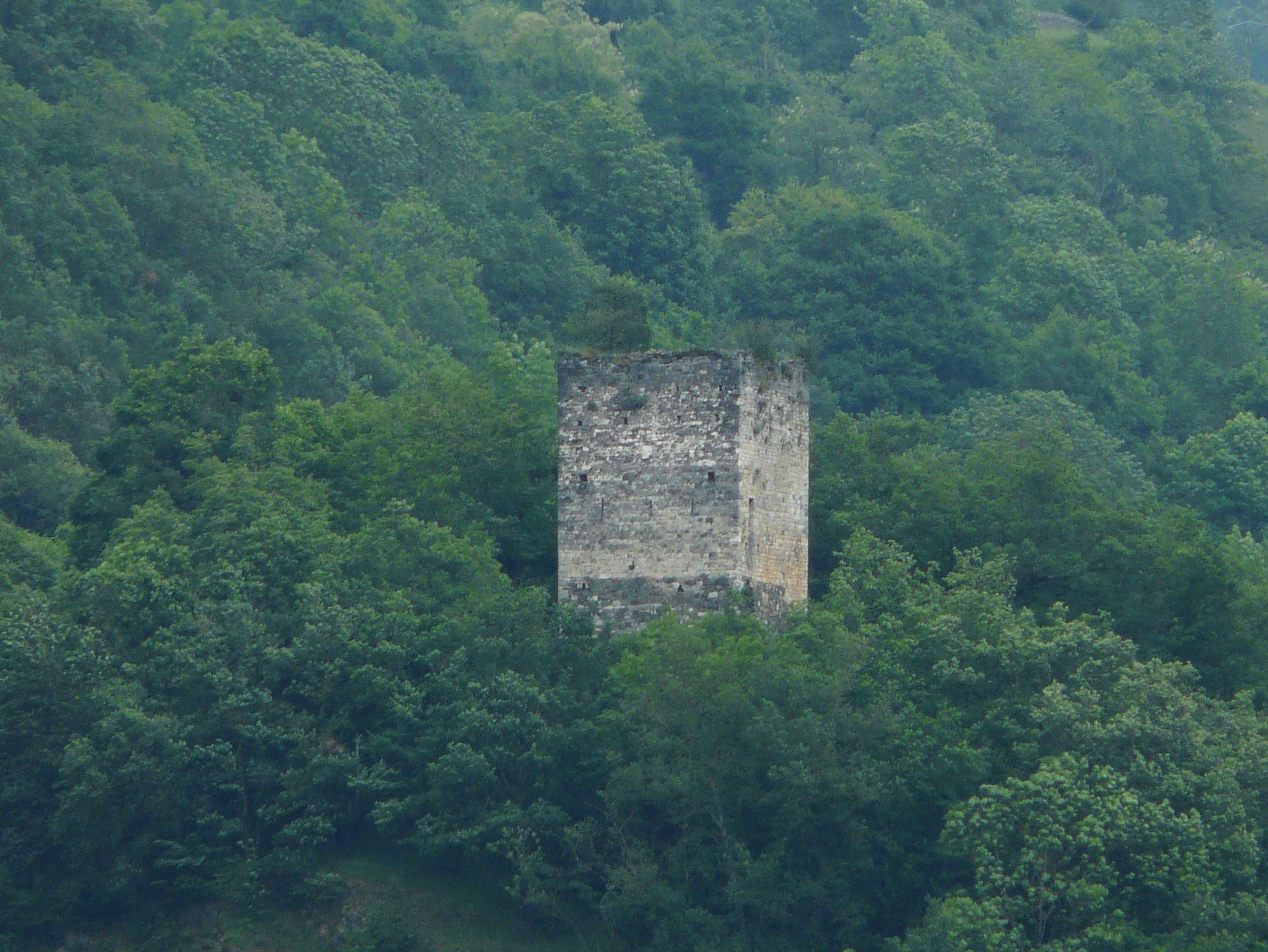
Сигнальная башня
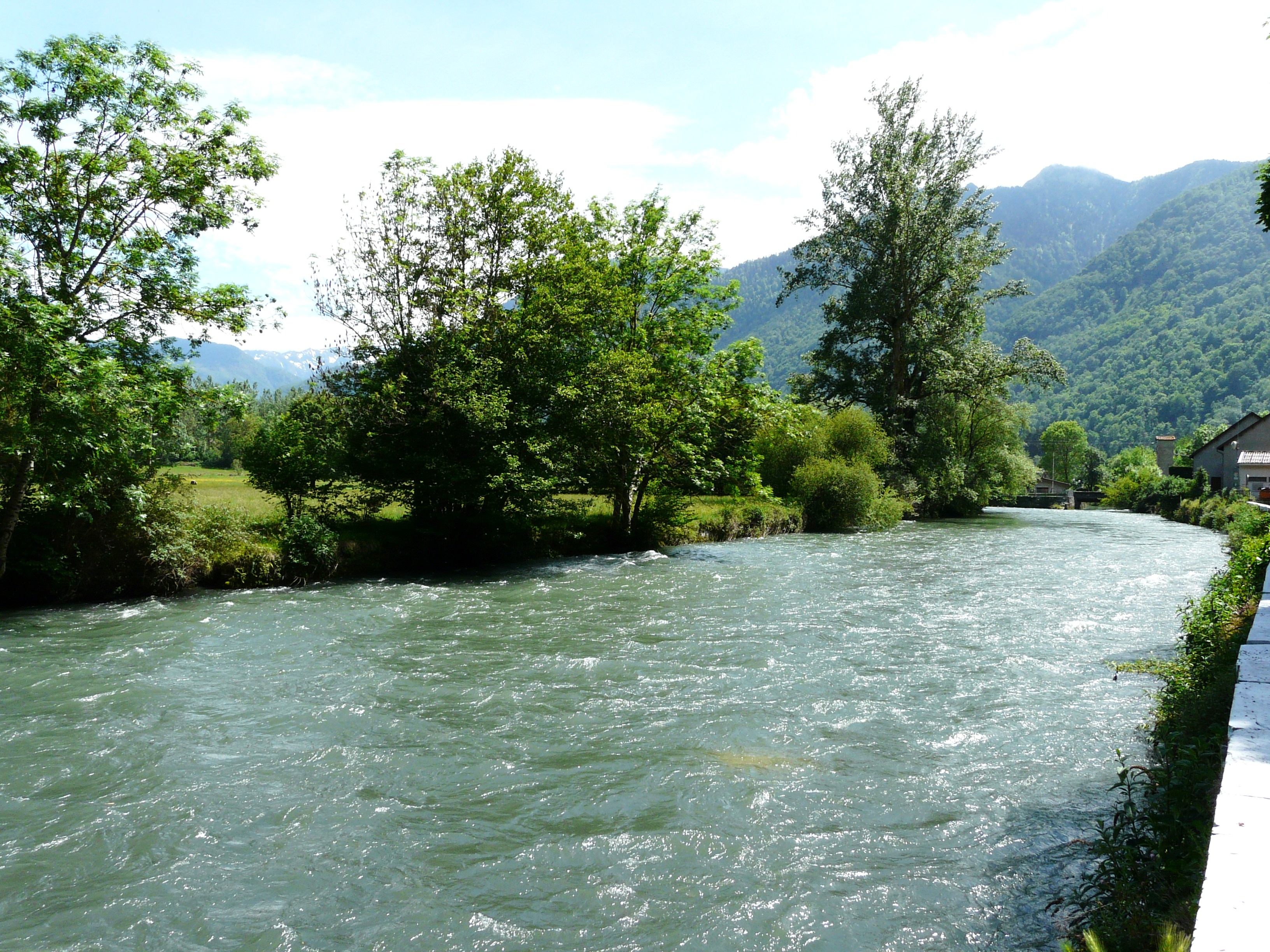
Река Гаронна
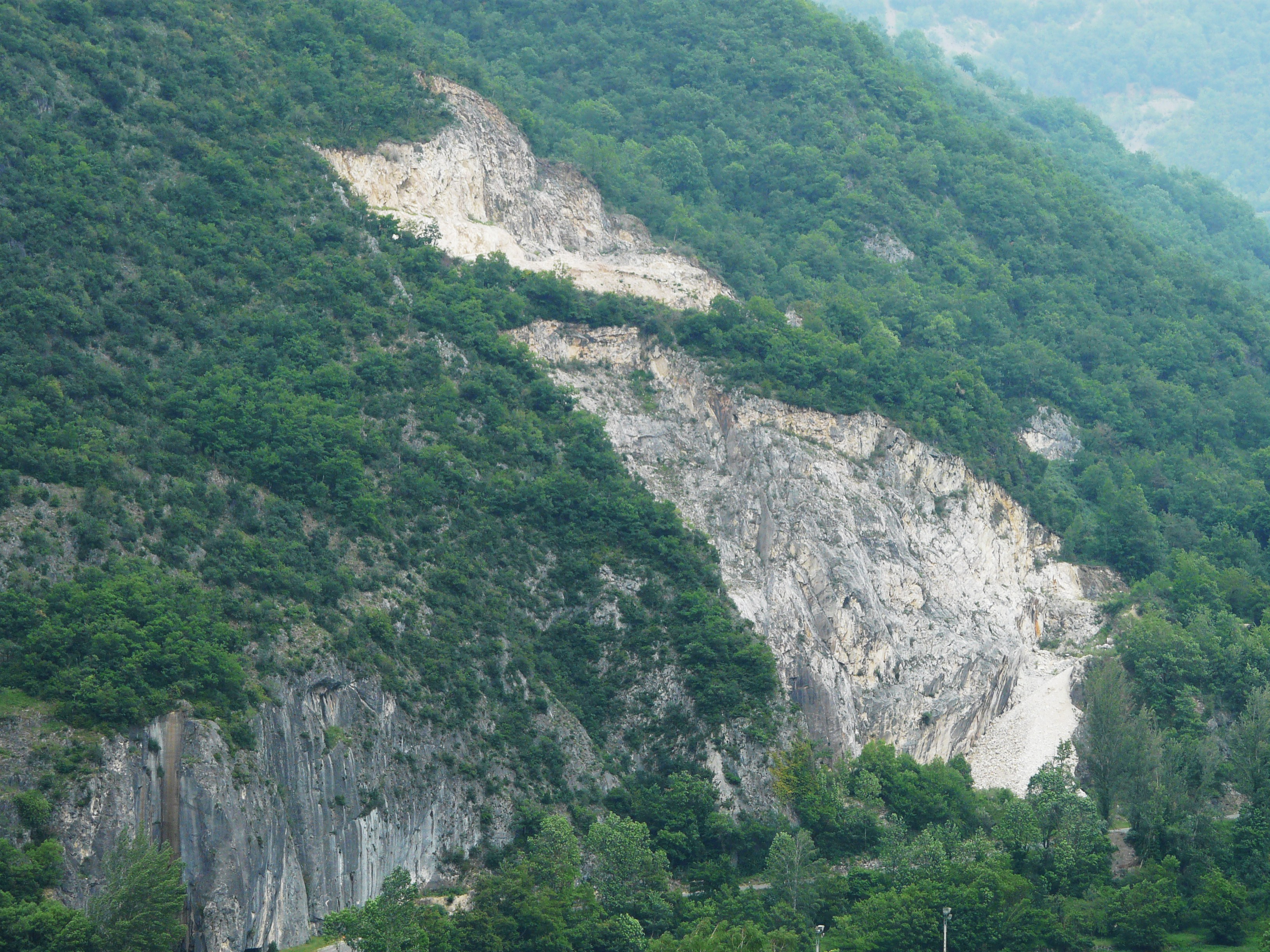
Мраморный карьер Сен-Беа
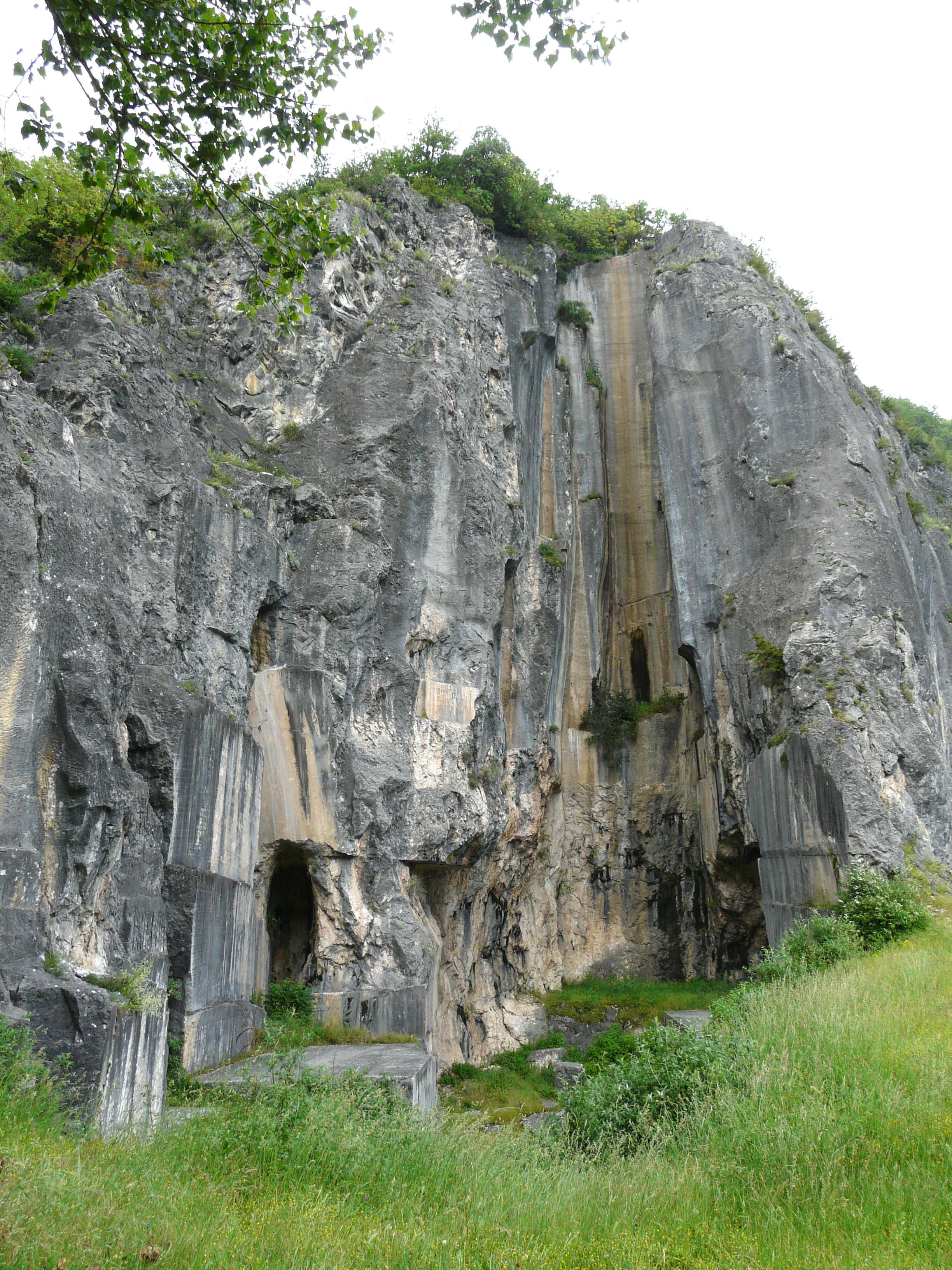